# Asceua
Asceua es un género de arañas de la familia Zodariidae.

## Especies
- Asceua adunca B. S. Zhang & F. Zhang, 2018
- Asceua amabilis Thorell, 1897
- Asceua anding Zhang, Zhang & Jia, 2012
- Asceua bifurca B. S. Zhang & F. Zhang, 2018
- Asceua bimaculata (Simon, 1904)
- Asceua calciformis (Li, Liu & Peng, 2022)
- Asceua cingulata (Simon, 1905)
- Asceua curva B. S. Zhang & F. Zhang, 2018
- Asceua daoxian Yin, 2012
- Asceua digitata (Li, Liu & Peng, 2022)
- Asceua dispar (Kulczyński, 1911)
- Asceua elegans Thorell, 1887
- Asceua expugnatrix Jocqué, 1995
- Asceua forcipiformis (Li, Liu & Peng, 2022)
- Asceua gruezoi Barrion & Litsinger, 1992
- Asceua heliophila (Simon, 1893)
- Asceua japonica (Bösenberg & Strand, 1906)
- Asceua jianfeng Song & Kim, 1997
- Asceua kunming Song & Kim, 1997
- Asceua lejeunei Jocqué, 1991
- Asceua longji Barrion-Dupo, Barrion & Heong, 2013
- Asceua maculosa Logunov, 2010
- Asceua menglun Song & Kim, 1997
- Asceua piperata Ono, 2004
- Asceua quadrimaculata Zhang, Zhang & Jia, 2012
- Asceua quinquestrigata (Simon, 1905)
- Asceua radiosa Jocqué, 1986
- Asceua septemmaculata (Simon, 1893)
- Asceua similis Song & Kim, 1997
- Asceua torquata (Simon, 1909)
- Asceua trimaculata B. S. Zhang & F. Zhang, 2018
- Asceua wallacei Bosmans & Hillyard, 1990
- Asceua zodarionina (Simon, 1907)